# Francesco Pignatelli
Francesco Pignatelli (Senise, 6 de fevereiro de 1652 - Nápoles, 15 de dezembro de 1734) foi um cardeal italiano.

## Biografia
Nascido em Senise, na província de Potenza, ingressou na ordem dos Teatinos em 1665 (aos 13 anos). Em 27 de setembro de 1684, após ser nomeado pelo rei Carlos II da Espanha, foi eleito arcebispo de Taranto. Foi recrutado pelo Papa Clemente XI para ser núncio na Polônia, onde tentou trabalhar no cisma entre católicos e rutenos (ucranianos e poloneses). Em 19 de fevereiro de 1703 foi transferido para a sede metropolitana de Nápoles e a ocupou até sua morte.
Embora fosse sobrinho do Papa Inocêncio XII (1691-1700), foi nomeado cardeal apenas por seu sucessor Clemente XI em 17 de dezembro de 1703. Como cardeal, foi condecorado com o padre titular da igreja de Santi Marcellino e Pietro al Laterano (11 de fevereiro 1704 – 26 de abril de 1719), bispo de Sabina (26 de abril de 1719 – 12 de junho de 1724), bispo de Frascati (12 de junho de 1724 – 19 de novembro de 1725) e bispo de Porto e Santa Rufina (de 19 de novembro de 1725 até sua morte).
No conclave de 1721, a Espanha vetou sua eleição para o pontificado. Tornou-se decano do Sacro Colégio dos Cardeais em junho de 1726, mas recusou a promoção à sé suburbicária de Ostia e Velletri (própria do decano) e manteve a sé de Porto e S. Rufina. Ele morreu em Nápoles.